# Tour de Lombardie 1978
La 72e édition du Tour de Lombardie s'est déroulée le 7 octobre 1978. La course a été remportée par le coureur italien Francesco Moser qui signe une seconde victoire sur cette classique. Le parcours s'est déroulé entre Milan et Côme sur une distance de 266 kilomètres.

## Déroulement de la course
Un groupe de neuf coureurs rallie Côme pour se disputer la victoire. Francesco Moser remporte le sprint de ce groupe. 149 coureurs étaient au départ et 31 à l'arrivée.

## Classement final
| Pos. | Coureur                  | Équipe                     | Temps           |
| ---- | ------------------------ | -------------------------- | --------------- |
| 1    | Francesco Moser          | Sanson                     | 6 h 48 min 00 s |
| 2    | Bernt Johansson          | Fiorella Mocassini-Citroën | m.t.            |
| 3    | Bernard Hinault          | Renault                    | m.t.            |
| 4    | Wladimiro Panizza        | Vibor                      | m.t.            |
| 5    | Alfio Vandi              | Magniflex                  | m.t.            |
| 6    | Gianbattista Baronchelli | Scic                       | m.t.            |
| 7    | Joop Zoetemelk           | Miko                       | m.t.            |
| 8    | Roberto Ceruti           | Mecap                      | m.t.            |
| 9    | Johan De Muynck          | Bianchi                    | à 8 s           |
| 10   | Michel Pollentier        | Flandria                   | à 3 min 10 s    |